# Fugger (geslacht)

Familiewapen Fugger

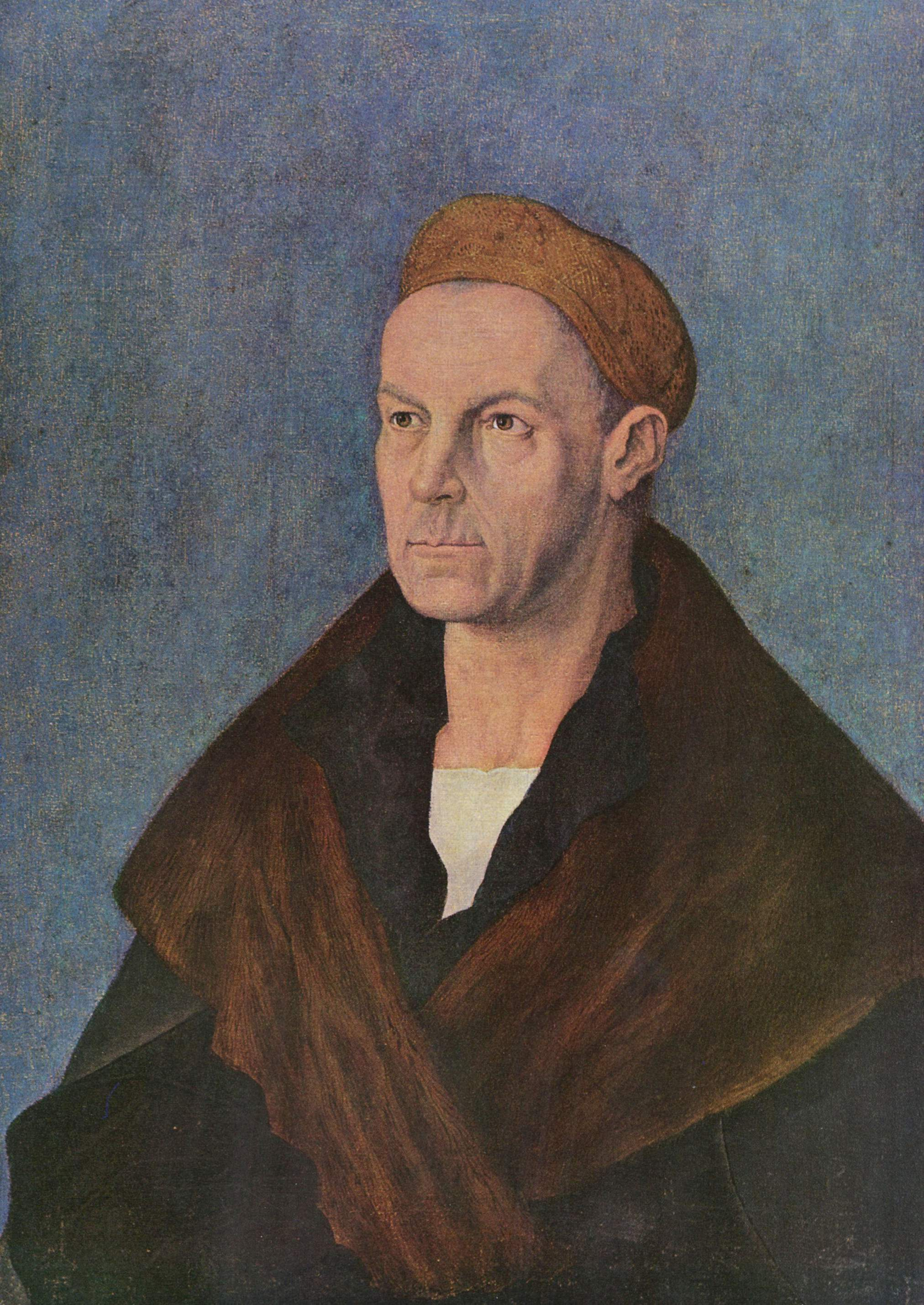
Jakob Fugger II. Schilderij door Albrecht Dürer van rond 1519.

Fugger is een Zwabisch koopmans- en bankiersgeslacht dat in de vijftiende en zestiende eeuw het Europese zakenleven domineerde en waarvan diverse leden een grote rol speelden als bankiers van de keizers Maximiliaan I en Karel V.

## Geschiedenis

### Opkomst
De oudste bekende Fugger is Johann (Hans) (1348-1409), een wever uit Graben. Hij vestigde zich in 1367 in het nabijgelegen Augsburg. Door tweemaal de dochter van een weversgildemeester te trouwen verkreeg hij burgerrechten en stond hij na enige tijd aan het hoofd van een succesvolle bombazijnindustrie. Na zijn dood zetten zijn zoons Andreas (1406-1457) en Jakob Fugger de Oudere (1408-1469), die beiden voor goudsmid hadden geleerd, het bedrijf voort tot ze in 1454 elk huns weegs gingen.
Andreas was van de twee broers de meest ondernemende. Hij vergaarde een enorme rijkdom, maar zijn nakomelingen gingen in 1499 failliet. Hij kreeg in 1452 van Frederik III het recht een wapen te voeren met de afbeelding van een ree, waarnaar zijn tak Fugger vom Reh wordt genoemd. Jakob ging behoedzamer te werk en klom langzaam maar zeker op naar een positie van grote rijkdom en aanzien. Het handelshuis breidde zich enorm uit onder zijn zoons Ulrich I (1441-1510) en Georg I (1453-1506), die de firma internationaal uitbreidden naar de Kerkelijke Staat en Venetië. Zij ontvingen in 1473 een wapen met de afbeelding van een lelie, waarnaar hun tak Fugger von der Lilie heet.

### Hoogtepunt
Hun broer Jakob Fugger de Rijke (1459-1525), die aanvankelijk voor een kerkelijke carrière was bestemd, verwierf kopermijnen (door hun vennootschap met de familie Thurzó) in Hongarije, Karinthië, Tirol en Spanje en kreeg zo het Europese kopermonopolie. Hij participeerde in allerlei soorten handel, waaronder die in specerijen, en bouwde zijn bankiersfirma uit tot de grootste van Europa. Hij kon de paus en de keizers Maximiliaan I en Karel V tot zijn klanten rekenen. Van Maximiliaan I kocht hij in 1507 het graafschap Kirchberg-Weißenhorn. In 1514 werd hij tot rijksgraaf verheven. Met enorme sommen geld bewerkstelligde hij de verkiezing van Karel V tot keizer. Door zijn houding jegens het heffen van rente en zijn indirecte betrokkenheid bij de handel in aflaten werd hij bekritiseerd door Ulrich von Hutten en Maarten Luther. Jakob was voorts actief als mecenas en in de armenzorg. Hij stichtte in 1516 te Augsburg de Fuggerei, een woonwijk voor behoeftigen die nog steeds bestaat.
Jakob Fugger de Rijke werd na zijn kinderloze dood opgevolgd door zijn neven Raimund (1489-1535) en Anton (1493-1560), die vanwege hun geldelijke steun en katholieke geloof bij Karel V in hoog aanzien stonden; hun geld was cruciaal voor de keizerlijke overwinning in de Schmalkaldische Oorlog (1546-1547). Anton trachtte de teruggelopen inkomsten uit de mijnen te compenseren door mijnondernemingen in Zweden en Noorwegen te beginnen, handelsbetrekkingen met Peru en Chili aan te knopen en deel te nemen aan slavenhandel. Zijn werkelijke kapitaal - onder Anton waren de Fuggers op het toppunt van hun rijkdom - verdiende hij echter met de specerijen- en veehandel. Een deel van zijn fortuin stelde hij veilig door de aankoop van verschillende landgoederen, waaronder Babenhausen.

### Neergang

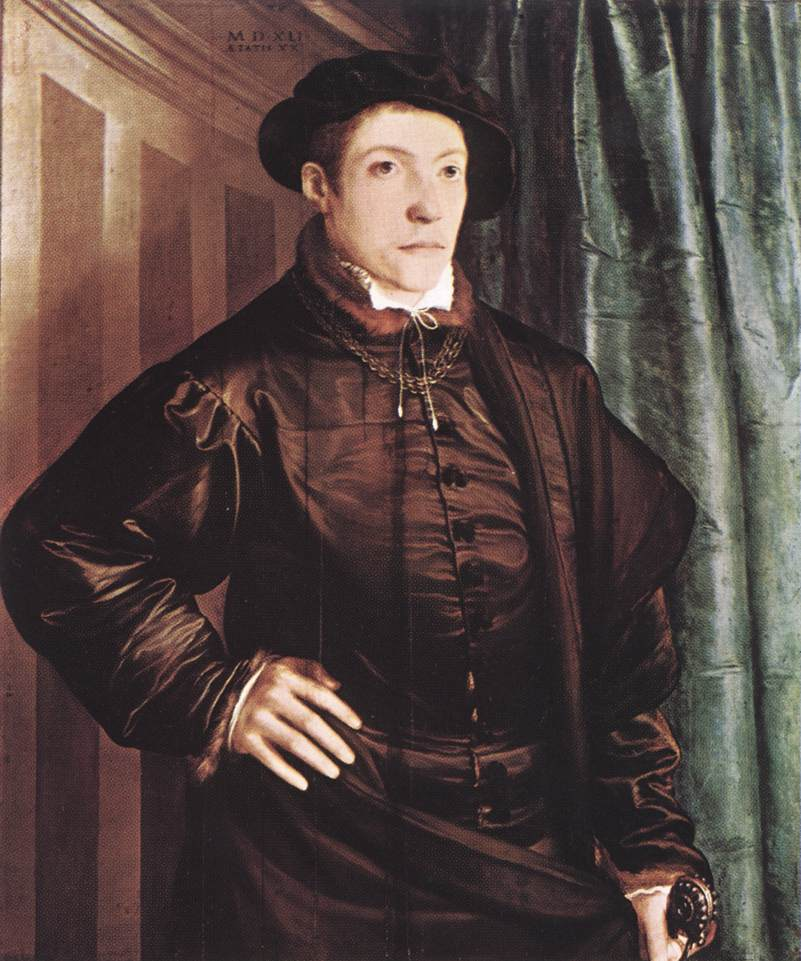
Christoph Fugger. Schilderij door Christoph Amberger uit 1541

Raimund Fugger liet twee zoons na, Johann Jakob (1516-1575) en Georg II (1518-1569). De eerste bracht het Fuggerimperium door gebrek aan handelsgeest, maar vooral door het feit dat zijn vorstelijke schuldenaars nauwelijks aflosten, op de rand van de afgrond. De tweede erfde de graafschappen Kirchberg en Weißenhorn en is de stamvader van de thans nog bestaande linie Fugger von Kirchberg und Weißenhorn. Na Johann Jakob zette Antons oudste zoon Markus (1529-1597) het imperium op beperktere schaal voort. Het verloor, onder meer door de toenemende concurrentie, echter aan belang. De Fuggers bleven wel grootgrondbezitters, zie Fugger (Land).
Van Antons tweede zoon Hans (1531-1598) stamt de thans nog bestaande tak Fugger von Glött af, die in 1913 in de Beierse vorstenstand werd verheven. Hans' zoon Jakob IV (1567-1626) was bisschop van Konstanz, zijn kleinzoon Ottheinrich (1592-1644) keizerlijk generaal. Antons andere zoon Jakob III (1542-1598) is stamvader van eveneens nog bloeiende tak Fugger von Babenhausen. Deze linie werd in 1803 in de rijksvorstenstand verheven. Met de achteruitgang van het familiebedrijf werd de adellijke status van de Fuggers, waar zij zich voorheen nooit erg op hadden laten voorstaan, van groter belang. Ze trouwden conform hun stand en brachten hun tijd door op hun landgoederen met het opzetten van bibliotheken en het bouwen van representatieve residenties. De Fuggerse graafschappen en het vorstendom Fugger-Babenhausen werd in 1803 gemediatiseerd ten gunste van Beieren en Württemberg. De familie is nog steeds in Zwaben gevestigd.

## Bekende telgen
Bekende telgen uit het geslacht Fugger (behalve de genoemde) zijn:
- Sigmund Friedrich Fugger (1542-1600), bisschop van Regensburg
- Karl Fugger (1543-1580), militair
- Otto Heinrich Fugger (1592-1644), militair
- Franz Ernst Fugger (1648-1711), staatsman
- Anton Ignaz Fugger von Glött (1711-1787), bisschop van Regensburg